# وسایل نقلیه تجاری فولکس‌واگن

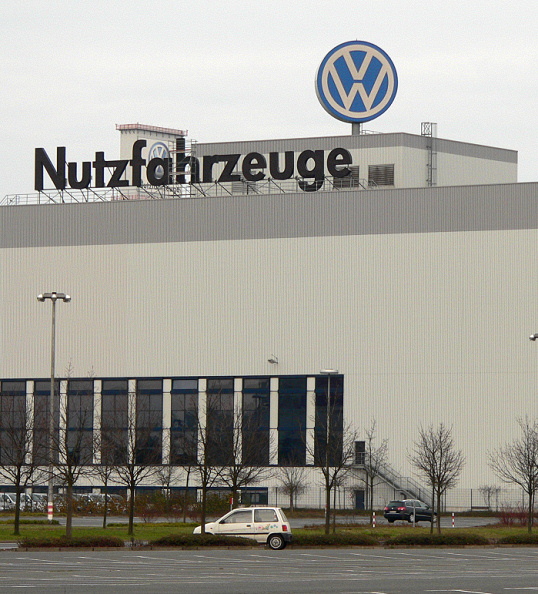
کارخانه مرکزی وسایل نقلیه تجاری فولکس‌واگن، در هانوفر

وسایل نقلیه تجاری فولکس‌واگن (به انگلیسی: Volkswagen Commercial Vehicles) شرکت خودروسازی چندملیتی آلمانی است، که به‌عنوان بازوی تولید وسیله نقلیه تجاری سبک گروه فولکس‌واگن فعالیت می‌نماید و تولیدات آن شامل: وانت و ون می‌باشد.
ریشه‌های تأسیس شرکت وسایل نقلیه تجاری فولکس‌واگن به سال ۱۹۴۷ بازمی‌گردد، که به‌عنوان بخشی از شرکت فولکس‌واگن راه‌اندازی شد، سپس در سال ۱۹۹۵ به عنوان برندی مستقل ثبت گردید. این شرکت اکنون شرکت تابعه‌ای از گروه فولکس‌واگن به‌شمار می‌آید.
دفتر مرکزی و کارخانه اصلی شرکت وسایل نقلیه تجاری فولکس‌واگن، در شهر هانوفر، نیدرزاکسن قرار دارند. نخستین خودروی تجاری تولیدشده توسط این شرکت فولکس‌واگن تیپ ۲ است، که در سال ۱۹۴۷ ساخته شد. از تولیدات دیگر این شرکت می‌توان به: فولکس‌واگن ال‌تی، فولکس‌واگن تیپ ۲ (تی۳)، فولکس‌واگن کدی و فولکس‌واگن ترانسپورتر (تی۴) اشاره نمود.